# Casey Kaufhold
Casey Kaufhold née le 6 mars 2004, est une archère américaine participant aux épreuves d'arc classique féminin. Elle a remporté la médaille d'argent dans l'épreuve individuelle féminine aux Championnats du monde de tir à l'arc 2021 organisés à Yankton, aux États-Unis. Elle a participé aux épreuves individuelles féminines et par équipe féminine aux Jeux olympiques d'été de 2020 à Tokyo, au Japon,,.
En 2019, Kaufhold a remporté la médaille de bronze dans l'épreuve individuelle féminine d'arc classique (en) aux Jeux panaméricains organisés à Lima, au Pérou,,. Elle a également remporté la médaille d'or dans les épreuves d'arc classique par équipes féminines (en) et d'arc classique par équipes mixtes (en)

## Carrière
En 2019, Kaufhold a participé à l'épreuve d'arc classique par équipe féminine aux Championnats du monde de tir à l'arc qui se sont tenus à 's-Hertogenbosch, aux Pays-Bas. Kaufhold, Khatuna Lorig et Erin Mickelberry se sont qualifiées pour les tours éliminatoires où elles ont été éliminées lors de leur premier match contre la Suède. En août 2019, Kaufhold et Josef Scarboro ont remporté la médaille d'argent dans l'épreuve d'arc classique par équipes mixtes cadets aux championnats du monde de tir à l'arc jeunesse (en) organisés à Madrid, en Espagne.
La même année, dans le cadre de la coupe du monde de tir à l'arc 2019 (en), Kaufhold et Brady Ellison ont remporté la médaille d'argent dans la compétition par équipes mixtes organisée à Medellín, en Colombie. En septembre 2019, elle a établi un nouveau record du monde junior pour l'épreuve de classement aux 72 flèches à 70 mètres avec un score de 675 sur 720 points possibles.
Kaufhold s'est qualifié aux essais olympiques américains de 2021 pour représenter les États-Unis aux Jeux olympiques d'été de 2020 à Tokyo, au Japon. Elle a également établi un nouveau record du monde des moins de 21 ans de 682 points sur 720 possibles lors du tour de qualification,. Aux Jeux olympiques d'été de 2020, elle s'est classée 17e au tour de classement de l'épreuve individuelle féminine. Dans la catégorie compétition, elle a battu l'Espagnole Inés de Velasco (en) et a ensuite été éliminée par le Japon Ren Hayakawa. Dans la compétition par équipe, l'équipe américaine a terminé à la troisième place au premier tour et a été éliminée dans la catégorie de compétition par Svetlana Gomboeva, Elena Osipova et Ksenia Perova du ROC,.
Deux mois après les Jeux olympiques, Kaufhold a remporté la médaille d'argent dans l'épreuve individuelle féminine (en) aux Championnats du monde de tir à l'arc 2021 organisés à Yankton, aux États-Unis,. Dans sa demi-finale, elle a battu la championne olympique de Tokyo 2020 An San de Corée du Sud et, dans son match pour la médaille d'or, elle a perdu contre Jang Min-hee de Corée du Sud,. Il s'agissait de la première médaille remportée par un archer américain dans cette épreuve depuis plus de trente ans. Deux mois plus tard, elle remporte trois médailles (en) aux jeux panaméricains juniors de 2021 (en) organisés à Cali, en Colombie : elle remporte la médaille d'or dans l'épreuve par équipe mixte, la médaille d'argent dans l'épreuve par équipe féminine et la médaille de bronze dans l'épreuve individuelle féminine. Quelques mois plus tard, elle a remporté le prix d’Athlète de l’année 2021 décerné par World Archery Americas dans la catégorie arc classique cadet féminin.
En 2022, elle a remporté l'épreuve d'arc classique féminin au Vegas Shoot qui s'est tenu à Las Vegas, aux États-Unis.
Kaufhold a participé aux Championnats du monde de tir à l'arc 2023 qui se sont tenus à Berlin, en Allemagne. Elle a perdu son match pour la médaille de bronze dans l'épreuve individuelle féminine d'arc classique (en) . Elle a également participé aux épreuves d'arc classique par équipe féminine (en) et d'arc classique par équipes mixtes (en). Kaufhold a remporté trois médailles, dont deux médailles d'or, aux Jeux panaméricains de 2023 organisés à Santiago, au Chili.
Kaufhold a remporté deux médailles d'or aux Championnats panaméricains de tir à l'arc 2024 (en) organisés à Medellín, en Colombie : elle a remporté la médaille d'or dans l'épreuve d'arc classique individuel féminin et dans l'épreuve d'arc classique par équipe féminine.

## Vie privée
Depuis 2022, elle étudie la visualisation au College of Architecture de la Texas A&M University.